# Nacopa
Nacopa là một chi bướm đêm thuộc họ Noctuidae.

## Loài
- Nacopa bistrigata (Barnes & McDunnough, 1918)
- Nacopa melanderi Barnes & Benjamin, 1927